# Bezdomne psy (album)
Bezdomne psy – album muzyczny firmowany przez zespół o tej samej nazwie. Zespół koncepcyjnie założony i programowo prowadzony przez Leszka Windera /leader/ (na okładce widnieje napis: Leszek Winder Bezdomne psy). Materiał muzyczny zarejestrowano w dniach 6 - 9 października 1986 r. w Domu Pracy Twórczej „Leśniczówka”  w Chorzowie. Muzyka inspirowana przez Leszka Windera jest ostatecznie wspólnym dziełem trzech członków zespołu (znających się i grających ze sobą w różnych formacjach od 1972 roku)  W roku 2016 została podjęta próba reaktywacji z Mirkiem Rzepą na basie /najbliższym przyjacielem basisty zespołu, zmarłym Jerzym Kawalcem/
- Michał Giercuszkiewicz - perkusja
- Jerzy Kawalec - gitara basowa
- Leszek Winder - gitara

LP, poświęcony pamięci Krzysztofa Kaniuta (1959–1986), został wydany przez Polskie Nagrania w 1988 roku (SX 2562).
Po 20. latach od daty nagrania, w roku 2006 za sprawą Metal Mindu (MMP CD 502) ukazała się reedycja winylowego krążka, (na CD) i z bonusami. Po dziesięciu (studyjnych) częściach oryginalnego wydania umieszczono siedem utworów koncertowych, a mianowicie nagrania z występów zespołu podczas Festiwalu w Jarocinie 1986. Zmianom uległa też okładka płyty.

## Lista utworów

### Strona A
1. Część I ...... 1:48
2. Część II ...... 7:43
3. Część III ..... 1:48
4. Część IV .... 4:37
5. Część V ..... 3:48

### Strona B
1. Część VI ..... 3:10
2. Część VII .... 5:15
3. Część VIII ... 2:30
4. Część IX ..... 1:58
5. Część X ...... 6:32

### Reedycja
1-10. Części I - X (z wyd. oryginalnego)
11-17. To, co szarpie dusze (Bezdomne Psy Live Jarocin 1986)

## Informacje uzupełniające
- Producent - Marcin Jacobson
- Realizacja - Andrzej Lupa, Andrzej Sasin
- Projekt graficzny - Mirosław Ryszard Makowski